# Aimar Oroz
Aimar Oroz (Pamplona, 2001. november 27. –) olimpiai bajnok spanyol labdarúgó, a Osasuna középpályása.

## Pályafutása
Oroz a spanyolországi Pamplona városában született. Az ifjúsági pályafutását a helyi San Juan és Ikastola Sanduzelai csapataiban kezdte, majd 2014-ben az Osasuna akadémiájánál folytatta.
2018-ban mutatkozott be az Osasuna tartalék, majd 2019-ben a másodosztályban szereplő felnőtt csapatában. Először a 2019. május 31-ei, Córdoba ellen 3–2-re megnyert mérkőzés 90. percében, Rubén García cseréjeként lépett pályára. A 2018–19-es szezonban feljutottak az első osztályba. Első gólját 2022. augusztus 12-én, a Sevilla ellen hazai pályán 2–1-re megnyert találkozón szerezte meg.
2024-ben a párizsi olimpián a spanyol válogatott tagjaként olimpiai bajnoki címet szerzett.

## Statisztikák
2023. január 25. szerint
| Klub     | Szezon   | Osztály          | Bajnokság | Bajnokság | Kupa és Ligakupa | Kupa és Ligakupa | Nemzetközi | Nemzetközi | Összesen | Összesen |
| Klub     | Szezon   | Osztály          | Meccs     | Gól       | Meccs            | Gól              | Meccs      | Gól        | Meccs    | Gól      |
| -------- | -------- | ---------------- | --------- | --------- | ---------------- | ---------------- | ---------- | ---------- | -------- | -------- |
| Osasuna  | 2018–19  | Segunda División | 1         | 0         | 0                | 0                | —          | —          | 1        | 0        |
| Osasuna  | 2019–20  | La Liga          | 1         | 0         | 0                | 0                | —          | —          | 1        | 0        |
| Osasuna  | 2020–21  | La Liga          | 0         | 0         | 2                | 0                | —          | —          | 2        | 0        |
| Osasuna  | 2022–23  | La Liga          | 16        | 3         | 4                | 0                | —          | —          | 20       | 3        |
| Összesen | Összesen | Összesen         | 18        | 3         | 6                | 0                | 0          | 0          | 24       | 3        |

## Sikerei, díjai
Osasuna
- Segunda División
  - Győztes (1): 2018–19